# Dendropsophus elegans
Dendropsophus elegans là một loài ếch thuộc họ Nhái bén.
Đây là loài đặc hữu của Brasil.
Môi trường sống tự nhiên của chúng là rừng ẩm vùng đất thấp nhiệt đới hoặc cận nhiệt đới, vùng cây bụi ẩm khu vực nhiệt đới hoặc cận nhiệt đới, đồng cỏ nhiệt đới hoặc cận nhiệt đới vùng ngập nước hoặc lụt theo mùa, đầm nước ngọt, đầm nước ngọt có nước theo mùa, vùng đồng cỏ, các đồn điền, rừng thoái hóa nghiêm trọng, và ao.

## Hình ảnh

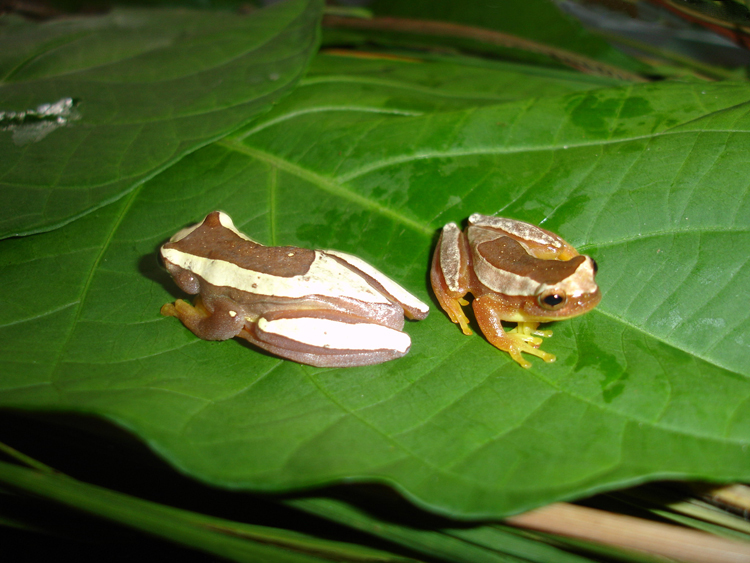
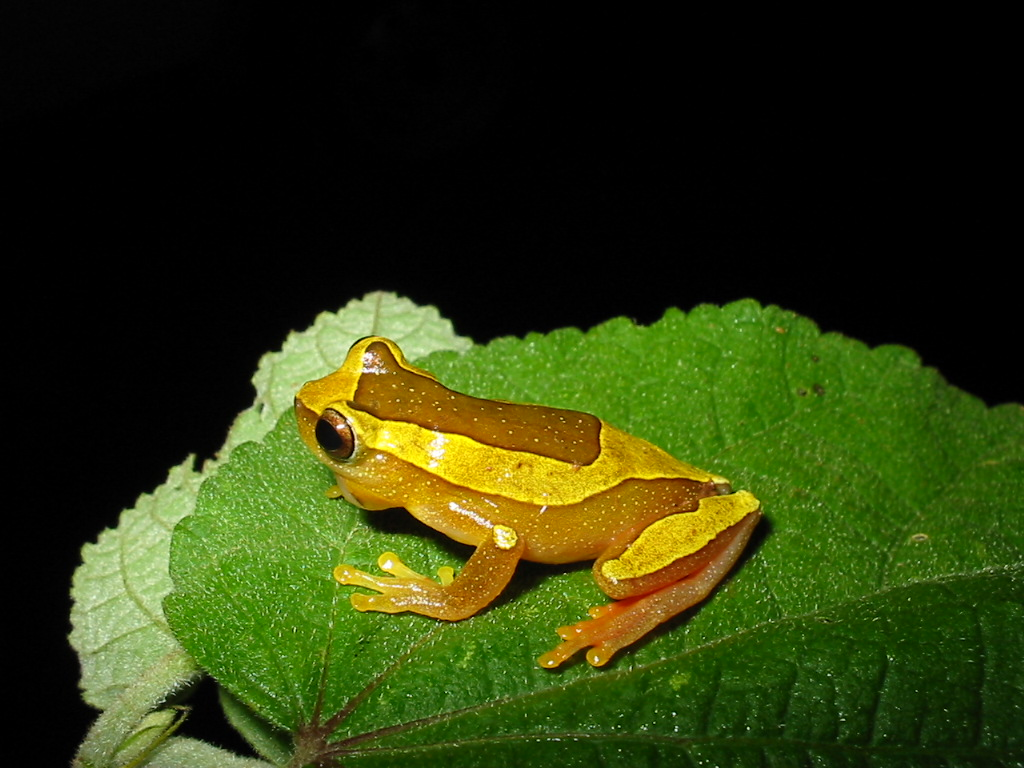
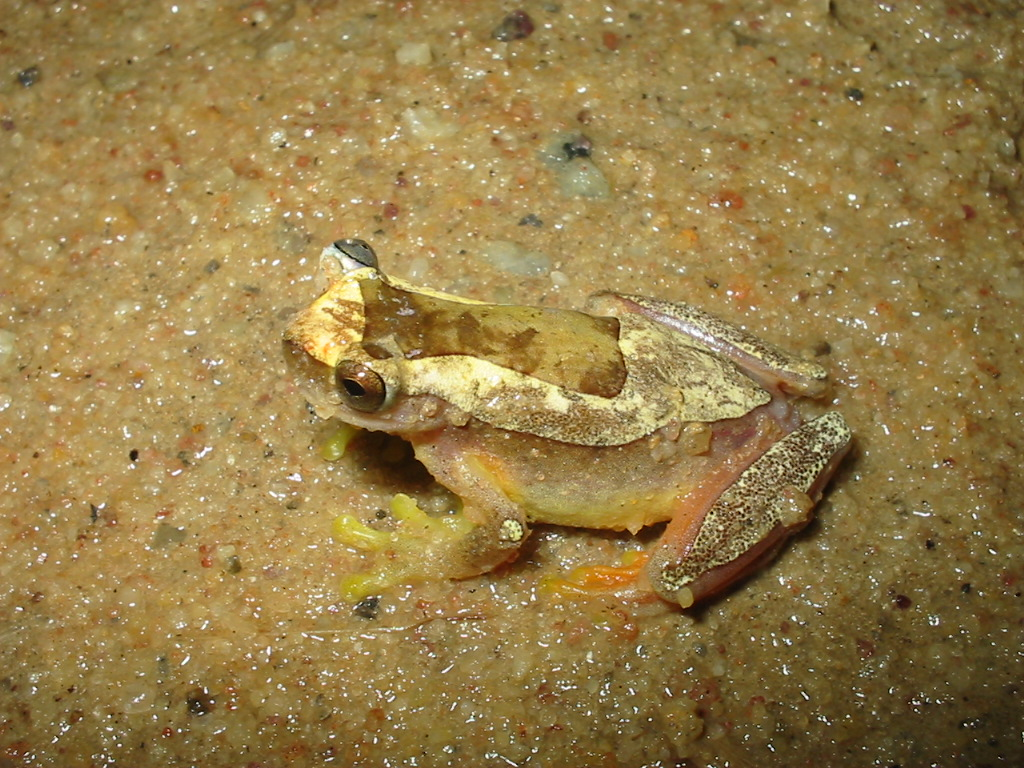